# Sørup (Østofte Sogn)
Sørup er en lille bebyggelse ved Vestre Landevej 1 km nordvest for Nørreballe på Lolland. Terrænet er en typisk, jævn moræneflade, hvor der ligger Sørup Mose og den udtørrede Sørup Sø. Jorderne er frugtbare og lermuldede, og der er også skovbevoksning i Sørup Hestehave og Sørup Fællesskov. I Østofte og Sørup ejede kongen gods på Valdemar Sejrs tid.
Der var togforbindelse fra Østofte trinbræt 1874-1963 på Lollandsbanen, men nu er de nærmeste muligheder Maribo Station og Ryde Station. Der er busforbindelse fra Maribo Station med buslinje 780.
Sørup Vindmøllelaug blev stiftet i 1991. Lavet synes dog ikke at være aktivt mere.
Sørup hørte indtil 1970 til Fuglse Herred, Maribo Amt.